# Hội chợ Anime quốc tế Tokyo
Hội chợ Anime quốc tế Tokyo còn được gọi là Tokyo International Animation Fair (東京国際アニメフェア TAF)  là một trong những hội chợ thương mại anime lớn nhất thế giới, được tổ chức hàng năm tại Tokyo, Nhật Bản. Sự kiện đầu tiên được tổ chức vào năm 2002 với tên gọi "Hội chợ Anime quốc tế Tokyo 21". Sự kiện này được tổ chức tại Tokyo Big Sight, một trung tâm hội nghị và triển lãm ở Vịnh Tokyo, vào cuối tháng 3. Thông thường, một hoặc hai ngày đầu tiên của hội chợ là các ngày trong tuần và chỉ mở cửa  cho người làm trong ngành và giới báo chí; hai ngày cuối cùng được lên kế hoạch vào cuối tuần và mở cửa rộng rãi cho công chúng.
Bên cạnh việc là một hội chợ thương mại quốc tế, TAF bao gồm các sự kiện liên quan như hội nghị kinh doanh và các sự kiện khác. Đáng chú ý, Giải thưởng Anime Tokyo đã được trao cho các nhà sáng tạo và sáng tạo trong và ngoài nước trong sự kiện với tên của sự kiện. Sự kiện này được hỗ trợ bởi Cục Công nghiệp và Lao động Tokyo. Mặc dù sự kiện này không có lịch sử lâu dài, nhưng nó và các giải thưởng đã được công nhận trong ngành. Vào năm 2014, nó đã được hợp nhất với Triển lãm Nội dung Anime để tạo thành AnimeJapan.

## Lịch sử các sự kiện
Bảng này thể hiện số lượng khách truy cập và người tham gia:
| Ngày                              | Tham dự                                             | Triển lãm                                           | Vị trí                                              |
| --------------------------------- | --------------------------------------------------- | --------------------------------------------------- | --------------------------------------------------- |
| Ngày 15-17 tháng 2 năm 2002       | 50.163                                              | 104                                                 | Tokyo Big Sight, Tokyo                              |
| Ngày 19-22 tháng 3 năm 2003       | 64.698                                              | 138                                                 | Tokyo Big Sight, Tokyo                              |
| Ngày 25-28 tháng 3 năm 2004       | 72.773                                              | 166                                                 | Tokyo Big Sight, Tokyo                              |
| 31 tháng 3 đến 3 tháng 4 năm 2005 | 83.966                                              | 197                                                 | Tokyo Big Sight, Tokyo                              |
| Ngày 23-26 tháng 3 năm 2006       | 98.984                                              | 256                                                 | Tokyo Big Sight, Tokyo                              |
| Ngày 22-25 tháng 3 năm 2007       | 107,713                                             | 270                                                 | Tokyo Big Sight, Tokyo                              |
| Ngày 27-30 tháng 3 năm 2008       | 126.622                                             | 289                                                 | Tokyo Big Sight, Tokyo                              |
| Ngày 18-21 tháng 3 năm 2009       | 129.819                                             | 255                                                 | Tokyo Big Sight, Tokyo                              |
| Ngày 25-28 tháng 3 năm 2010       | 132,492                                             | 244                                                 | Tokyo Big Sight, Tokyo                              |
| 2011                              | Đã bị hủy do trận động đất và sóng thần Tōhoku 2011 | Đã bị hủy do trận động đất và sóng thần Tōhoku 2011 | Đã bị hủy do trận động đất và sóng thần Tōhoku 2011 |
| Ngày 22-25 tháng 3 năm 2012       | 98.923                                              | 216                                                 | Tokyo Big Sight, Tokyo                              |
| Ngày 21-24 tháng 3 năm 2013       | 105.855                                             | 223                                                 | Tokyo Big Sight, Tokyo                              |

## Bài hát chủ đề chính thức
| Năm  | Tiêu đề          | Nhạc sĩ                               |
| ---- | ---------------- | ------------------------------------- |
| 2010 | Happy place      | Eri-Yuka (Eri Kitamura & Yuka Iguchi) |
| 2012 | TAF na Sora-e! ! | Nioh                                  |
| 2013 | Kimi ni Todoke   | Ars Magna                             |

## Sự kiện năm 2011
Vào tháng 12 năm 2010, một nhóm gồm mười nhà xuất bản truyện tranh lớn được gọi là Hội Comic 10 Society (コミック10社会 Comikku 10 Shakai)  đã công bố kế hoạch tẩy chay sự kiện năm 2011. Việc tẩy chay là để phản đối các sửa đổi của Pháp lệnh Phát triển Thanh niên Tokyo làm tăng quy định bán truyện tranh và phim hoạt hình cho những người dưới 18 tuổi. Đây được xem là một trò đùa có chủ ý của Shintaro Ishihara, người có liên quan chặt chẽ với cả TAF và những thay đổi của luật pháp. Thủ tướng Nhật Bản Naoto Kan đã bày tỏ lo ngại về tác động của cuộc tẩy chay và kêu gọi các bên liên quan nỗ lực giải quyết tình hình.
Tiếp đó, do trận động đất và sóng thần tàn khốc xảy ra ở bờ biển phía đông bắc Nhật Bản vào ngày 11 tháng 3 năm 2011, sự kiện vào năm 2011 đã được thông báo sẽ bi hủy bỏ. Ngoài ra, Tokyo Big Sight - nơi tổ chức sự kiện này hàng năm cũng chịu thiệt hại không nhỏ.

### Báo cáo hội nghị
- "Hội chợ Anime quốc tế Tokyo", bởi Jon Tarbox, Anime News Network, ngày 3 tháng 4 năm 2003
- "Hội chợ Anime quốc tế Tokyo 2006" Lưu trữ ngày 3 tháng 3 năm 2016 tại Wayback Machine, bởi Kat Avila, Sequential Tart, tháng 4 năm 2006
- "Giải thưởng dành cho thỏ quỷ Satan hay nhất đã đến với", bởi Virginia Heffernan, New York Times, ngày 2 tháng 4 năm 2006
- "Hội chợ Anime quốc tế Tokyo 2010 tại Tokyo Big Sight" Lưu trữ ngày 12 tháng 6 năm 2010 tại Wayback Machine, bởi Kanako, âm nhạcJAPANplus, Tokyo, ngày 6 tháng 4 năm 2010